# Liste der Biografien/Auf
Liste der Biografien |
Portal Biografien |
Personensuche
# |
A |
B |
C |
D |
E |
F |
G |
H |
I |
J |
K |
L |
M |
N |
O |
P |
Q |
R |
S |
T |
U |
V |
W |
X |
Y |
Z |
?
 
Aa |
Ab |
Ac |
Ad |
Ae |
Af |
Ag |
Ah |
Ai |
Aj |
Ak |
Al |
Am |
An |
Ao |
Ap |
Aq |
Ar |
As |
At |
Au |
Av |
Aw |
Ax |
Ay |
Az
 
Aua |
Aub |
Auc |
Aud |
Aue |
Auf |
Aug |
Auh |
Aui |
Auj |
Auk |
Aul |
Aum |
Aun |
Aup |
Aur |
Aus |
Aut |
Auv |
Auw |
Aux |
Auz
Die Liste der Biografien führt alle Personen auf, die in der deutschsprachigen Wikipedia einen Artikel haben. Dieses ist eine Teilliste mit 102 Einträgen von Personen, deren Namen mit den Buchstaben „Auf“ beginnt.

## Auf
- Auf der Heide, Hermann (1911–1984), deutscher Feldhockeyspieler
- Auf der Heide, Hermann (1932–2003), deutscher Bildhauer und Kunsterzieher
- Auf der Heide, Oscar L. (1874–1945), US-amerikanischer Politiker
- Auf der Maur, Heinrich (1904–1992), Schweizer Architekt
- Auf der Maur, Ivo (1924–2021), Schweizer Ordensgeistlicher, Benediktiner, Abt von Uznach
- Auf der Maur, Melissa (* 1972), kanadische RockmusikerinMelissa Auf der Maur (* 1972)

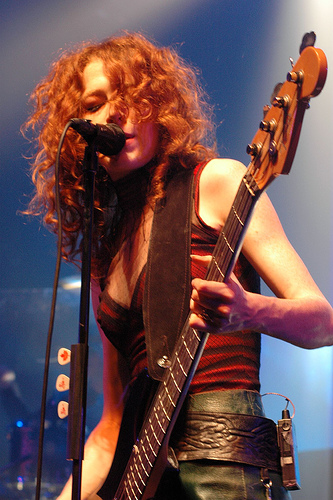
Melissa Auf der Maur (* 1972)

### Aufd
- Aufdenblatten, Alfred (1897–1975), Schweizer Skilangläufer
- Aufdenblatten, Fränzi (* 1981), Schweizer Skirennläuferin
- Aufderbeck, Hugo (1909–1981), deutscher Geistlicher, Theologe und Bischof
- Aufderhaar, Christine (* 1972), Schweizer Pianistin und Komponistin
- Aufderhaar, Peter (* 1973), deutscher Filmkomponist, Toningenieur und Sounddesigner
- Aufderheide, Ashley (* 2005), US-amerikanische Schauspielerin
- Aufderheide, Enno (* 1958), deutscher Wissenschaftsmanager
- Aufderheide, May (1888–1972), amerikanische Ragtimekomponistin
- Aufderhorst, Matt (* 1965), deutscher Essayist und Journalist
- Aufderklamm, Clemens (* 1969), österreichischer Drehbuchautor und Schauspieler
- Aufdermauer, Heiko (* 1976), deutscher Filmregisseurin und Werbefilmer

### Aufe
- Aufenanger, Jörg (* 1945), deutscher Schriftsteller und Regisseur
- Aufenanger, Stefan (* 1950), deutscher Erziehungswissenschaftler und Medienpädagoge
- Aufenanger, Winfried (1947–2021), deutscher Leichtathletiktrainer, Bundestrainer der Marathonläufer des DLV
- Aufenstein, Konrad von, Kärntner Marschall und Landeshauptmann
- Auferbauer, Günter (1940–2025), österreichischer Bergsteiger und Autor
- Auferbauer, Luise (* 1942), österreichische Bergsteigerin und Autorin
- Aufermann, Ewald (1892–1958), deutscher Ökonom, Professor für Betriebswirtschaftslehre an der Universität des Saarlandes
- Aufermann, Katja (* 1966), deutsche Landschaftsarchitektin und Stadtplanerin
- Aufermann, Knut (* 1972), deutscher Radiokünstler, Musiker, Komponist und Kurator

### Auff
- Auffahrt, Johannes (1793–1857), deutscher Kommunalpolitiker, Mitglied der kurhessischen Ständeversammlung
- Auffahrt, Wilhelm (1795–1863), deutscher Kommunalpolitiker, Mitglied der kurhessischen Ständeversammlung
- Auffarth, August (1885–1960), Vizepräsident des Oberlandesgerichts Kassel, Präses der Landessynode der Evangelischen Kirche von Kurhessen und Waldeck
- Auffarth, Christoph (* 1951), deutscher Religionswissenschaftler und Theologe
- Auffarth, Florus (1815–1877), preußischer Verwaltungsbeamter
- Auffarth, Friedrich (1918–2004), deutscher Richter am Bundesarbeitsgericht (1963–1986)
- Auffarth, Gerd U. (* 1964), deutscher Augenarzt
- Auffarth, Sandra (* 1986), deutsche VielseitigkeitsreiterinSandra Auffarth (* 1986)

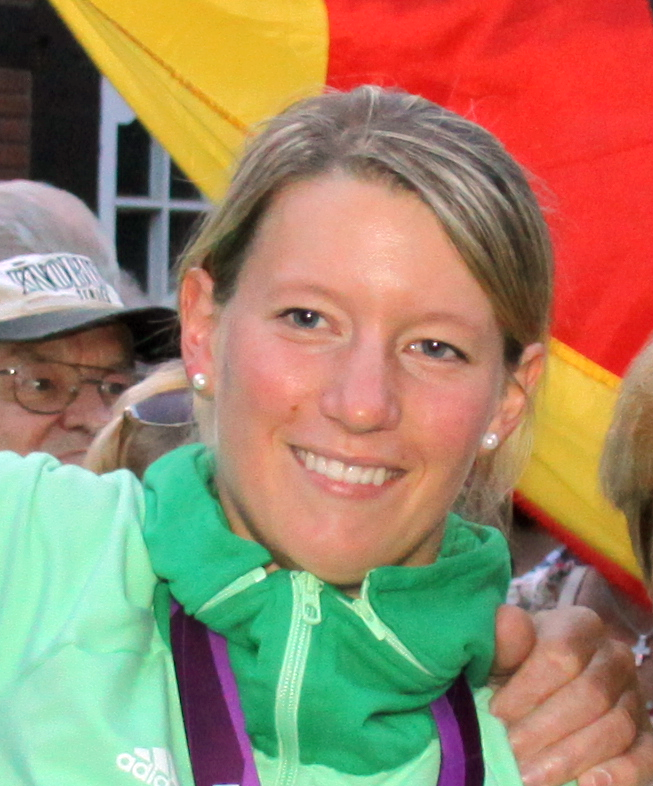
Sandra Auffarth (* 1986)

- Auffarth, Sid (* 1938), deutscher Architekt, Architekturhistoriker, Dozent für Stadtbaugeschichte
- Auffay, Gilbert d’ († 1087), normannischer Adliger
- Auffenberg, Carl (1873–1945), deutscher Jurist und Politiker (Zentrum), Mdl
- Auffenberg, Franz Xaver von (1744–1815), Feldmarschall-Leutnant der österreichischen Armee
- Auffenberg, Joseph von (1798–1857), deutscher Dramatiker und Dichter
- Auffenberg, Joseph von (* 1816), österreichischer Offizier
- Auffenberg, Moritz von (1852–1928), österreichisch-ungarischer GeneralMoritz von Auffenberg (1852–1928)

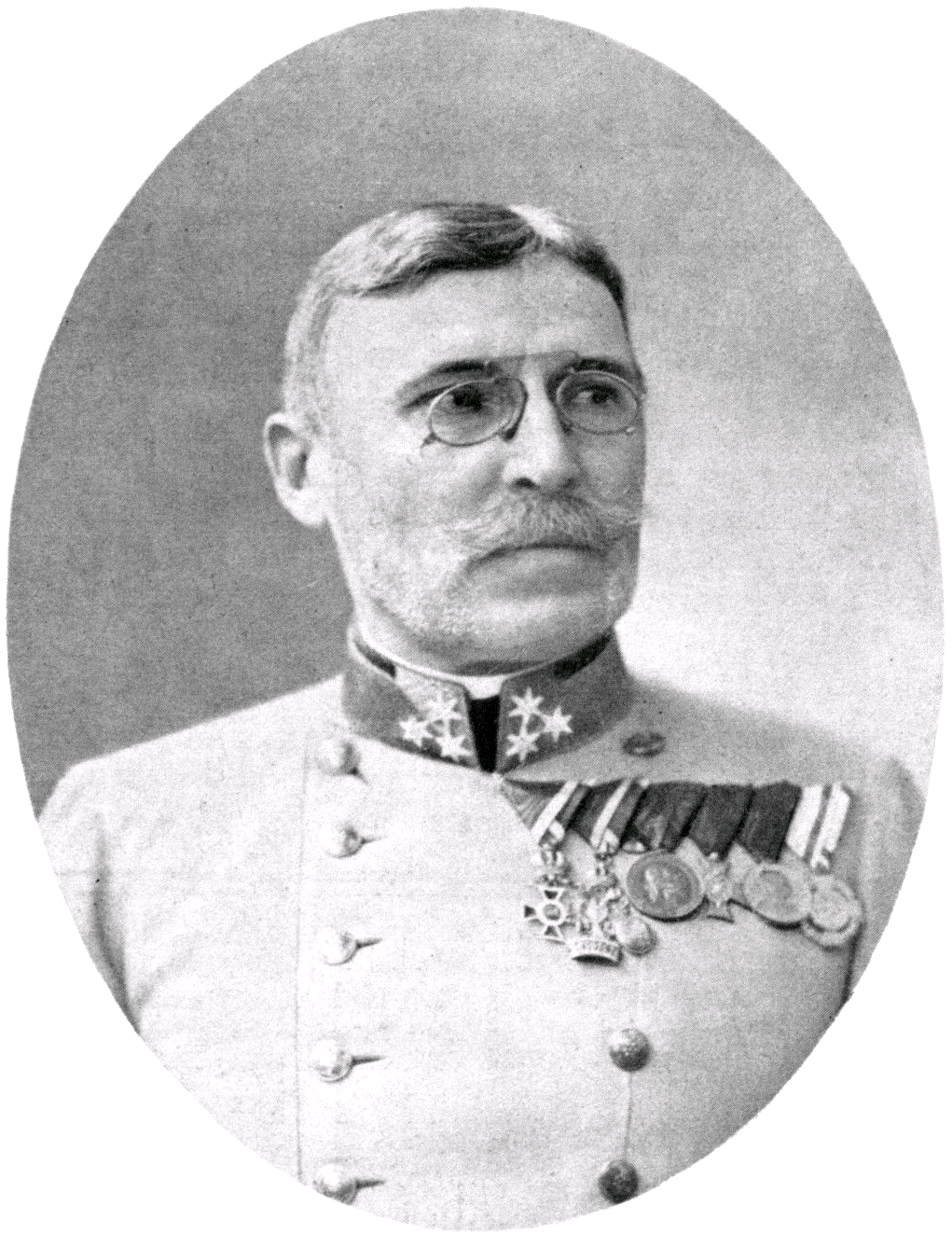
Moritz von Auffenberg (1852–1928)

- Auffenberg, Walter (1928–2004), US-amerikanischer Biologe
- Auffermann, Uli (* 1960), deutscher Schriftsteller und Journalist
- Auffermann, Verena (* 1944), deutsche Publizistin, Kritikerin, Dozentin und Herausgeberin
- Auffinger, Agnes (1934–2014), deutsche Malerin und Bildhauerin des Surrealismus
- Auffray, André (1884–1953), französischer Bahnradrennfahrer und Olympiasieger
- Auffray, Édith (* 1901), französische Malerin und Journalistin
- Auffray, Guy (1945–2021), französischer Judoka

### Aufg
- Aufgebauer, Peter (* 1948), deutscher Historiker

### Aufh
- Aufhammer, Gustav (1899–1988), deutscher Pflanzenbauwissenschaftler und Pflanzenzüchter
- Aufhammer, Walter (* 1938), deutscher Pflanzenbauwissenschaftler
- Aufhäuser, Heinrich (1842–1917), deutscher Bankier
- Aufhauser, Johann (1881–1963), deutscher katholischer Theologe
- Aufhäuser, Martin (1875–1944), deutscher Bankier
- Aufhauser, Michael (* 1952), deutscher Tierschützer
- Aufhauser, René (* 1976), österreichischer FußballspielerRené Aufhauser (* 1976)

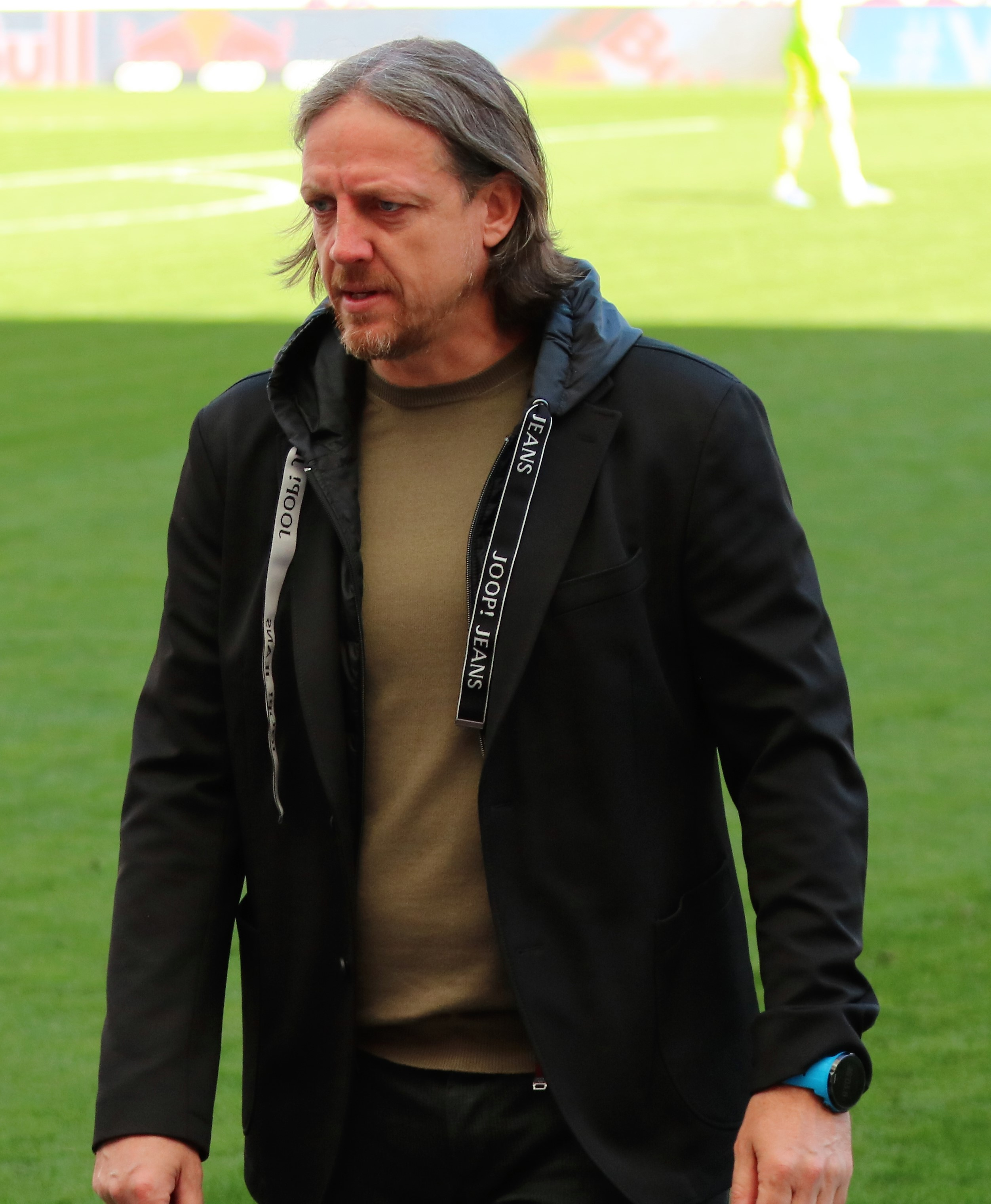
René Aufhauser (* 1976)

- Aufhäuser, Siegfried (1877–1949), deutsch-britischer Bankier
- Aufhäuser, Siegfried (1884–1969), deutscher Gewerkschaftsführer und Politiker (SPD, USPD), MdR

### Aufi
- Aufi, Zahiriddin Nasr Muhammad, persischer Schriftsteller
- Aufidius Bassus, römischer Historiker
- Aufidius Exoratus, Publius, römischer Centurio
- Aufidius Fronto, Marcus, römischer Konsul 199
- Aufidius Marcellus, Gaius, römischer Konsul 226
- Aufidius Namusa, Schriftsteller und Jurist
- Aufidius Panthera, Lucius, römischer Offizier (Kaiserzeit)
- Aufidius Victorinus, Gaius, römischer Suffektkonsul 155 und Konsul 183
- Aufidius Victorinus, Gaius, römischer Konsul 200
- Aufidius, Titus, griechischer Arzt
- Aufiero, Patrick (* 1980), US-amerikanischer Eishockeyspieler

### Aufl
- Aufles, Inger (* 1941), norwegische Skilangläuferin

### Aufm
- Aufmesser, Gregor (* 1988), österreichischer Jazzmusiker (Kontrabass, Komposition)
- Aufmkolk, Gerd (* 1943), deutscher Landschaftsarchitekt
- Aufmuth, Harald, deutscher Techno-DJ und Musiker
- Aufmuth, Johann Leonhard, Bildhauer der in Frankfurt am Main lebte und arbeitete
- Aufmuth, Martin (* 1974), deutscher Lehrer für Mathematik und Physik

### Aufr
- Aufray, Hugues (* 1929), französischer Chansonsänger
- Aufrecht, Emanuel (1844–1933), Internist und Forscher
- Aufrecht, Hans Werner (* 1938), deutscher Unternehmer, Gründer der Automobilsport-Unternehmen Mercedes-AMG und H.W.A. GmbHHans Werner Aufrecht (* 1938)

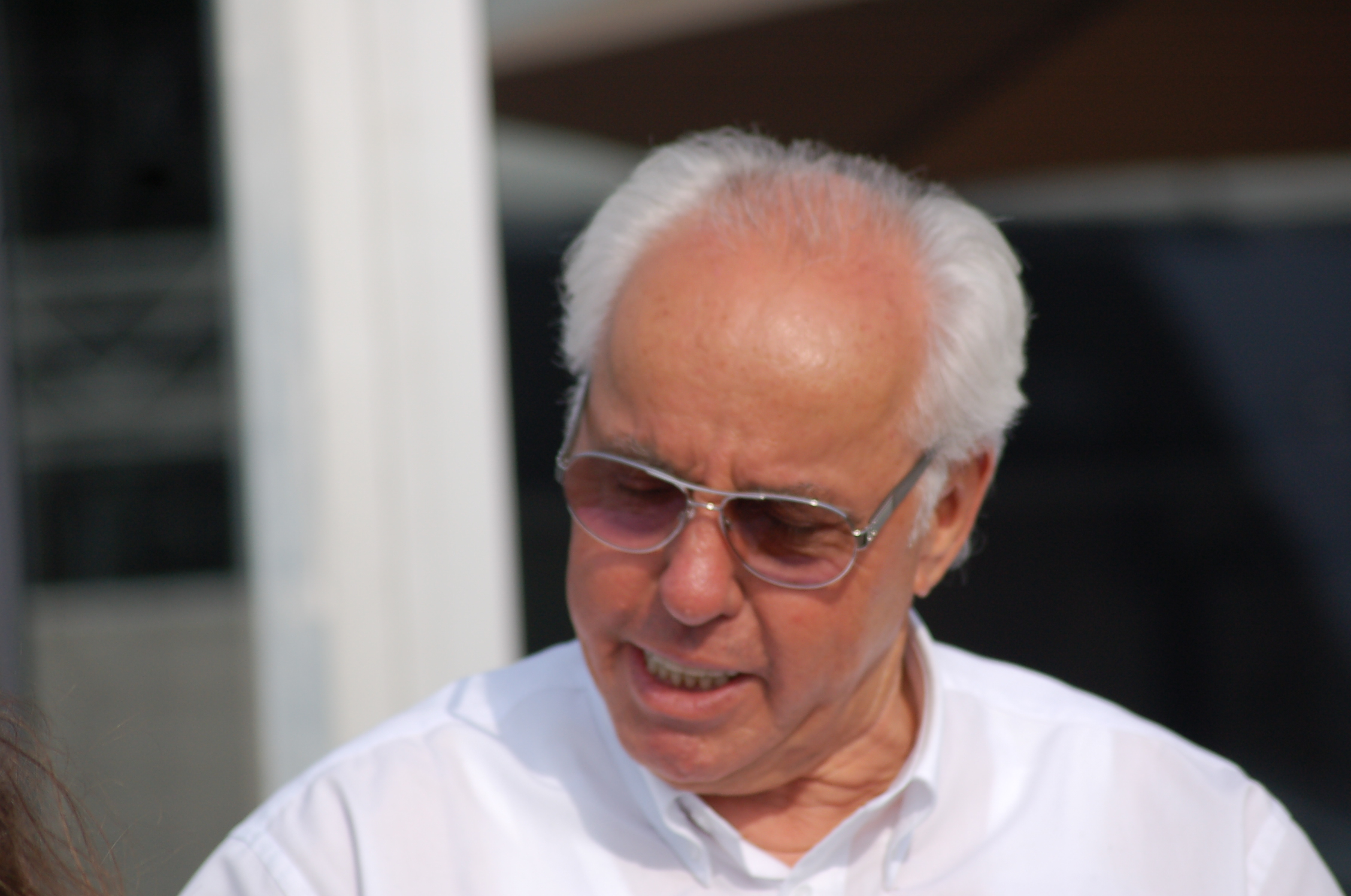
Hans Werner Aufrecht (* 1938)

- Aufrecht, Theodor (1822–1907), Indologe und Sanskritist
- Aufrecht-Bruggink, Pia-Luise (* 1977), deutsche Springreiterin
- Aufreiter, Peter (* 1974), österreichischer Museumsleiter
- Aufresne (1728–1804), Bühnenschauspieler
- Aufricht, Ernst Josef (1898–1971), deutscher Schauspieler und Theaterdirektor
- Aufricht-Ruda, Hans (1899–1970), deutsch-amerikanischer Schriftsteller und Psychotherapeut

### Aufs
- Aufsberg, Lala (1907–1976), deutsche Fotografin
- Aufschläger, Albert (1847–1932), sächsischer Generalmajor
- Aufschläger, Franz Joseph (1812–1877), deutscher katholischer Geistlicher
- Aufschläger, Gustav (1853–1934), deutscher Sprengstoffchemiker und Unternehmensführer
- Aufschlager, Johann Friedrich (1766–1833), Pädagoge und Regionalhistoriker des Elsass
- Aufschnaiter, Benedict Anton, österreichischer KomponistBenedict Anton Aufschnaiter

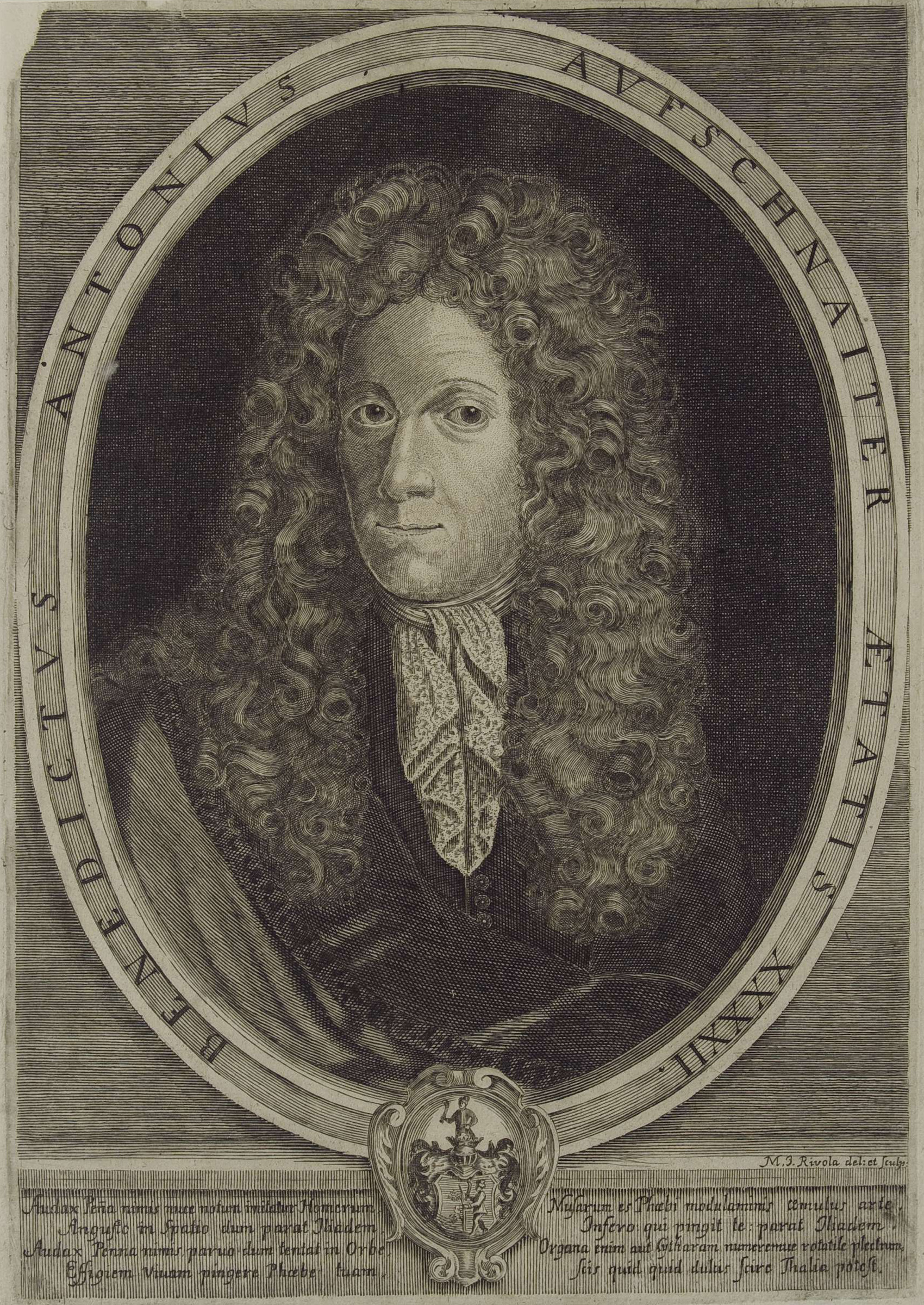
Benedict Anton Aufschnaiter

- Aufschnaiter, Peter (1899–1973), österreichischer Bergsteiger, Agrarwissenschaftler, Entwicklungshelfer und Kartograf
- Aufseeser, Ernst (1880–1940), deutscher Künstler und Hochschullehrer
- Aufseß, Albrecht von und zu (1925–2013), deutscher Forstwirt und langjähriger Vorstandsvorsitzender des Evangeliums-Rundfunk (ERF) International
- Aufseß, Carl Siegmund von (1684–1745), letzter Graf von Aufseß
- Aufseß, Caroline von (1768–1828), deutsche Hofdame; Oberkammerherrin
- Aufseß, Friedrich III. von († 1440), Bischof von Bamberg
- Aufseß, Friedrich Wilhelm von (1758–1821), preußischer Gutsbesitzer und Jurist
- Aufseß, Hans Max von (1905–1993), deutscher Schriftsteller
- Aufseß, Hans von und zu (1801–1872), deutscher Altertumsforscher und Gründer des Germanischen Museums Nürnberg
- Aufseß, Hans Werner von (1909–1978), deutscher Jurist
- Aufseß, Jodokus Bernhard von (1671–1738), Kanoniker in Bamberg und Würzburg
- Aufseß, Otto von (1825–1903), deutscher Politiker, MdR